# Tungnafellsjökull (volcan)
Pour l’article homonyme, voir Tungnafellsjökull.
Le Tungnafellsjökull est un volcan d'Islande situé dans le centre du pays. Il est composé de deux caldeiras, l'une remplie par une calotte glaciaire et l'autre libre de glace au sud-est, et d'un stratovolcan, le Hágöngur.